# Franz von Bruchmann
Franz Joseph Vinzenz Ritter von Bruchmann (* 5. April 1798 in Wien; † 23. Mai 1867 in Gars am Inn) war ein Redemptorist.

## Leben
Bruchmann war Sohn des Großkaufmanns und Direktors der Österreichischen Nationalbank Johann Christian Maria (Edler 1818 Erbtitel) Ritter von Bruchmann und der Justina (geb. Weis). Sein Großvater war Christian August Joseph Bruchmann, Kaufmann und Fabriksbesitzer in Köln, verheiratet mit Sybille, geborene Offermann. Sein Vater stammte aus Köln und war einer der reichsten Männer Wiens, der Direktor der Wiener Nationalbank mit der längsten Dienstzeit (1821 bis zu seinem Tode 1849) und war der Mäzen des Komponisten Franz Schubert sowie des Malers Leopold Kupelwieser. Im Hause Bruchmanns in Wien fanden durch Jahre hindurch Schubertiaden statt, Musik- und Leseabende, in deren Mittelpunkt Franz Schubert stand.
Zu Beginn seiner Studienzeit war er mit Johann Chrysostomus Senn, Leopold Kupelwieser und Moritz von Schwind ein Mitglied des Freundeskreises um Franz Schubert. Während seines Studiums wurde er 1819 Mitglied im Wiener Burschenschaftlichen Kreis. Bruchmanns jüngste Schwester Justina († 1830) war zeitweilig mit Schuberts Freund Franz von Schober verlobt.
1827 trat er nach seinem Studium in Wien und Erlangen – dort schloss er Bekanntschaft mit Friedrich Wilhelm Joseph Schelling und August von Platen – sowie seiner Promotion am 15. Mai 1827 zum Dr. jur. in den österreichischen Staatsdienst ein und am 25. Juni 1827 heiratete er Juliana Theresia von Weyrother, einer der Trauzeugen war der k.k. Legationsrat Friedrich von Schlegel. Im Jahr 1831, nach dem Tod seiner Frau Juliana Theresia von Weyrother (26. Oktober 1830, bei der Geburt seines Sohnes Johann Baptist Maria Joseph Raphael Alphons Ritter von Bruchmann), ging Franz Seraph von Bruchmann zu seinem Freund Eduard von Steinle nach Rom, trat in die Congregatio Sanctissimi Redemptoris ein und empfing 1833 in Graz die Priesterweihe. Er folgte seinem Freund und Schwager Rudolf Ritter von Smetana. Er begründete 1841 auf Ruf des Königs Ludwig I. die Niederlassung der Redemptoristen in Altötting (Oberbayern) und wirkte von dort aus für die Verbreitung seiner Kongregation in Deutschland. Um 1847 führte er auch mehrmals einen Exorzismus an der späteren Visionärin Louise Beck durch. 1847–1854 war er Provinzial der österreichischen und deutschen, 1855/56 der deutschen und 1856–1865 der oberdeutschen Niederlassung des Redemptoristenordens.
Franz von Bruchmann galt als imposante Person, sehr intelligent, großartiger Redner und war von vornherein Verfechter der Naturreligionen.
Bruchmann war ein guter Oberer. Die Quellen heben sein „eminentes Regierungstalent“, seine „Klugheit und Umsicht“, seine „Geschäftsgewandtheit“, aber auch seine „väterliche Fürsorge“ und die „Kunst, Seelen zu leiten“ hervor. Er galt als stets gerecht.
Franz Schubert vertonte fünf seiner Gedichte: 
- An die Leyer (D 737),
- Im Haine (D 738),
- Am See (D 746),
- Schwestergruß (D 762),
- Der zürnende Barde (D 785).